# Alasht
Ālāsht (in persiano آلاشت‎) è una città della provincia di Savadkuh, circoscrizione Centrale, nella regione del Mazandaran in Iran. Aveva nel 2006 una popolazione di 976 abitanti. La piccola cittadina è ricca di minerali, ha soprattutto riserve di antracite. È nota per aver dato i natali allo scià Reza Pahlavi.

## Note

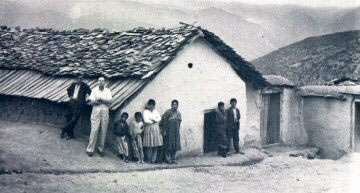
La casa natale dello scià Reza Pahlavi.